# Dreptul la viață (film din 1948)
Dreptul la viață (titlul original: în franceză Les Frères Bouquinquant) este un film dramatic francez, realizat în 1948 de regizorul Louis Daquin, după romanul Les Frères Bouquinquant a scriitorului Jean Prévost, protagoniști fiind actorii Madeleine Robinson, Albert Préjean, Roger Pigaut, Juliette Gréco.

## Conținut
O provincială, Julie Moret, este angajată ca servitoare la o familie burgheză din Paris. Este curtată de unul din frații Bouquinquant, Léon, care nu la mult timp, o cere de nevastă. Din nefericire, Léon se dovedește a fi violent, alcoolic și un pierde vară. În nefericirea sa, Julie devine apropiată cumnatului ei Pierre, care avea fire opusă lui Léon, era serios și muncitor iar după un timp devin amanți. Când Julie rămâne însărcinată de la Pierre, se dezlănțuie drama...

## Distribuție
- Madeleine Robinson – Julie
- Albert Préjean – Léon
- Roger Pigaut – Pierre
- Mona Dol – doamna Leclerc
- Jean Vilar – preotul
- Juliette Gréco – o călugăriță
- Denise Kerny – un deținut
- Louis Seigner – judecătorul de instrucție
- Albert Jacquin – Louis
- Paul Frankeur – comisarul
- Charles Lavialle – domnul Thomas
- Victor Vina – medicul
- André Var
- Maurice Derville
- Louise Fouquet
- Nicole Desailly
- Paule Launay
- Albert Broquin
- Cora Vaucaire